# Lauxania indistincta
Lauxania indistincta är en tvåvingeart som först beskrevs av Walker 1853.  Lauxania indistincta ingår i släktet Lauxania och familjen lövflugor. Inga underarter finns listade i Catalogue of Life.